# مایکل هرتزوگ

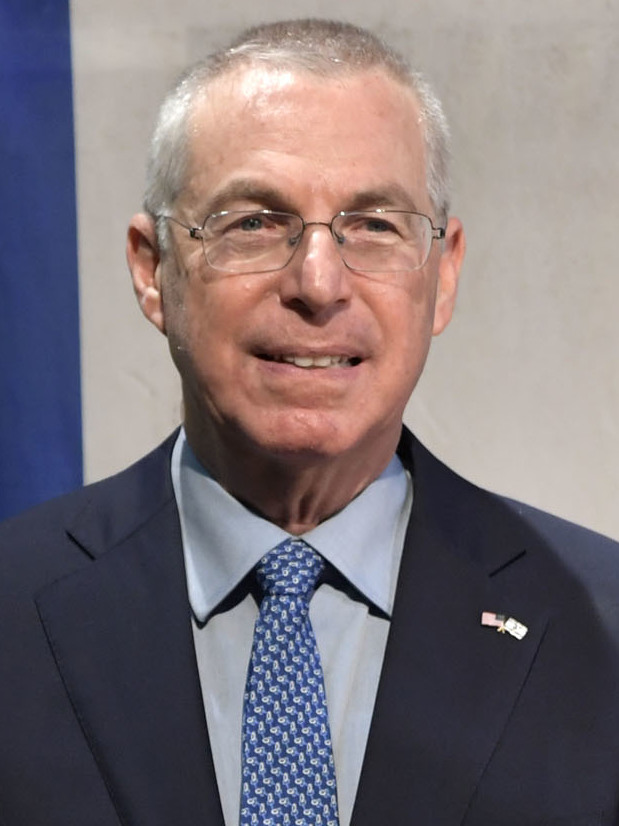
رئیس جمهور اسرائیل، اسحاق هرتزوگ، در مراسم رونمایی از کتابی درباره پدرش، حییم هرتزوگ، جنگجوی یهودی. چهارشنبه، ۲۲ دسامبر ۲۰۲۱.

مایکل هرتزوگ (به عبری: מיכאל הרצוג)، سرتیپ بازنشسته نیروهای دفاعی اسرائیل، دیپلمات و سفیر کنونی اسرائیل در ایالات متحده آمریکا است. مایکل هرتزوگ فرزند سرلشکر حییم هرتزوگ،  ششمین رئیس‌جمهور اسرائیل و برادر اسحاق هرتزوگ، رئیس‌جمهور کنونی اسرائیل است. او همچنین نوهٔ اسحاق هالوی هرتزوگ، خاخام اعظم ایرلند است.